# 7502 Arakida
7502 Arakida este o planetă minoră (asteroid), cu un diametru de 6,94 km, din centura de asteroizi. A fost descoperită pe 15 noiembrie 1996 la Nachi-Katsuura Observatory⁠(d) de Yoshisada Shimizu⁠(d). 
Obiectul prezintă o orbită caracterizată de o semiaxă mare de 2,8393824 UAi, o excentricitate de 0,07, o înclinație de 1,8422 ° în raport cu ecliptica.